# Rangekeeper

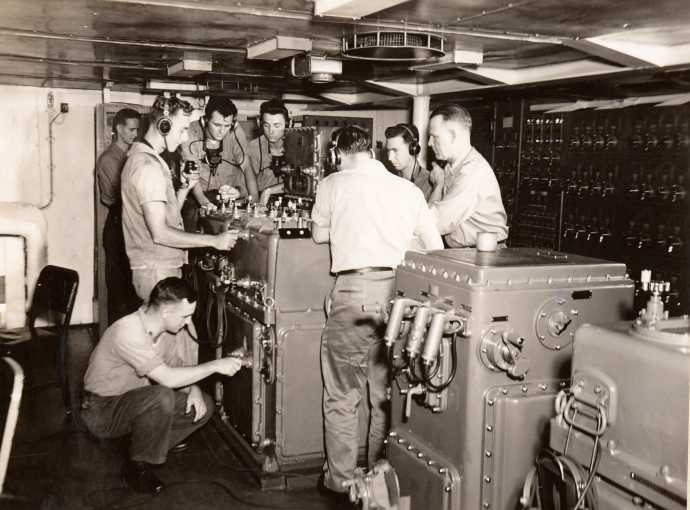
La computadora MK1 a bordo del USS Hornet.

Los Rangekeeper fueron computadores de control de disparo (armamentos) electromecánicos usados principalmente durante la primera parte del siglo XX. Eran sofisticados computadores analógicos cuyo desarrollo alcanzó su cenit después de la Segunda Guerra Mundial, específicamente el computador Mk 47 en el Mk 68 Gun Fire Control system (arma del sistema de control de disparo Mk68). Durante la Segunda Guerra Mundial, los rangekeepers dirigieron las armas de fuego en tierra, mar, y aire. Mientras que los rangekeepers fueron desplegados extensamente, los más sofisticados rangekeepers fueron montados en los buques de guerra para dirigir el fuego de las armas de largo alance.
Estos dispositivos de computación instalados en buques de guerra necesitaban ser sofisticados porque calcular ángulos del arma en un combate naval es un problema matemático muy complejo. En un combate naval, tanto la nave disparando el arma así como el blanco se están moviendo una con respecto a la otra. Además, la nave disparando su arma no es una plataforma estable porque las naves se mueven de lado y lado, adelante y hacia atrás, y rotan, debido a la acción de las olas. El rangekeeper también realizó los cálculos requeridos de balística asociados a disparar un arma.